# Dashdorjiin Natsagdorj
 (avril 2019).
Borjgin Dashdorjiin Natsagdorj (mongol : Боржгин Дашдоржийн Нацагдорж ; 17 novembre 1906 - 1937) était un poète, écrivain et dramaturge mongol. Fondateur de l'Union des écrivains de Mongolie, il est considéré comme l'un des pères fondateurs de la littérature mongole moderne et le premier écrivain "socialiste classique" de Mongolie.

## Biographie
Natsagdorj est né sur un site du lac Gün Galuutai à Darkhan Chin Wang khoshuu (actuellement le Sum Bayandelger de la province de Tov dans la famille appauvrie d'un noble sans titre (hohi taiji). À cause du manque d'éducation formelle en Mongolie à cette époque, il reçut l'essentiel de son éducation initiale grâce à un tuteur. 
Dès l'âge de onze ans, il a travaillé pour l'armée en tant qu'écrivain. Entre 1926 et 1929, il séjourne en Allemagne et en France et crée l’Union des écrivains mongols. 
À partir de 1930, Natsagdorj est devenu plus critique des idéologies de gauche. Il fut arrêté en 1932 mais relâché plus tard la même année. Il est décédé en juin 1937, à l'âge de 31 ans. 
L'Union des écrivains mongols a érigé un monument commémoratif sur son lieu de naissance dans la réserve naturelle de Gün-Galuut en 1981. 

## Œuvre

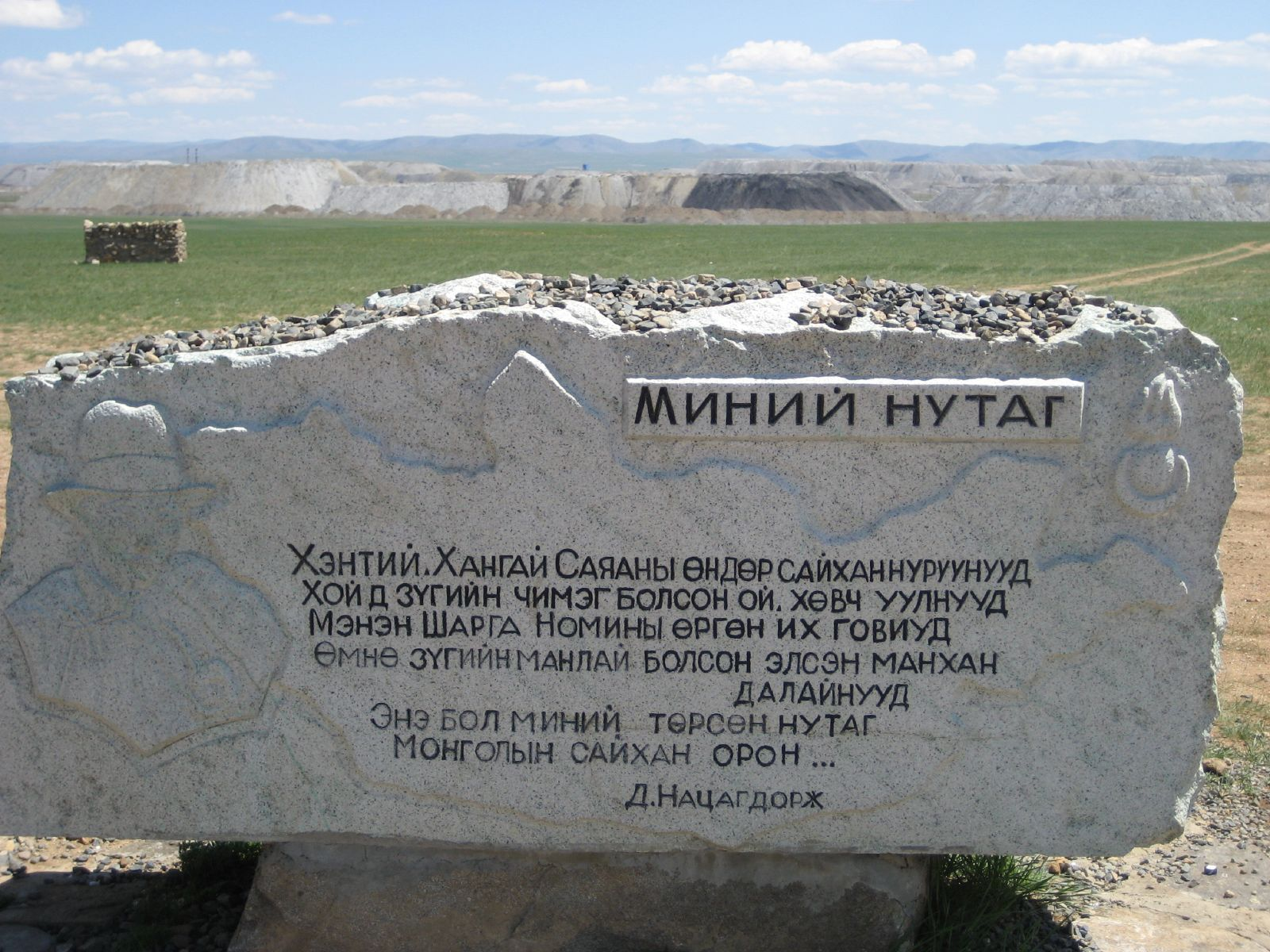
Un monument près de Baganuur avec une inscription du poème My Native Land de Natsagdorj

Ses poèmes couvrent différents sujets, y compris la romance patriotique, révolutionnaire, éducative, cognitive et amoureuse. Le poème Ma terre natale, la plus célèbre de ses œuvres, fait l'éloge des belles variétés du pays mongol, énumérant tous les sites de la Mongolie, y compris les territoires proches des frontières. Un certain nombre de critiques de la littérature soutiennent que le poète a tracé une frontière intangible de la Mongolie de son temps dans son poème. Si cette hypothèse est suivie, il s'avère que le poème revendique les montagnes Sayan comme faisant partie de la Mongolie. 
Ses poèmes éducatifs peuvent être considérés comme de la relation publique pour la médecine européenne qui a été introduite en Mongolie immédiatement après la révolution. Les poèmes cognitifs de l'écrivain incluent des poèmes tels que Étoile et la peinture sur le Mur. 
Une histoire d'amour tragique The Three Sad Hills (musique de Damdinsüren et Smirnoff) est devenue l'un des opéras les plus populaires de la Mongolie. L’Opéra d’Oulan-Bator commence et se termine chaque année de son programme avec cet opéra. 

## Sources
1. ↑  https://www.britannica.com/art/Mongolian-literature#ref1052821
2. ↑   Parcs nationaux de Mongolie: réserve naturelle de Gun-Galuut | Parc national des moutons d'Argali sur www.argalipark.com